# Liste der Biografien/Tuo
Liste der Biografien |
Portal Biografien |
Personensuche
# |
A |
B |
C |
D |
E |
F |
G |
H |
I |
J |
K |
L |
M |
N |
O |
P |
Q |
R |
S |
T |
U |
V |
W |
X |
Y |
Z |
?
 
Ta |
Tc |
Te |
Tf |
Tg |
Th |
Ti |
Tj |
Tk |
Tl |
Tm |
To |
Tq |
Tr |
Ts |
Tu |
Tv |
Tw |
Tx |
Ty |
Tz
 
Tua |
Tub |
Tuc |
Tud |
Tue |
Tuf |
Tug |
Tuh |
Tui |
Tuj |
Tuk |
Tul |
Tum |
Tun |
Tuo |
Tup |
Tuq |
Tur |
Tus |
Tut |
Tuu |
Tuv |
Tuw |
Tux |
Tuy |
Tuz
Die Liste der Biografien führt alle Personen auf, die in der deutschsprachigen Wikipedia einen Artikel haben. Dieses ist eine Teilliste mit 37 Einträgen von Personen, deren Namen mit den Buchstaben „Tuo“ beginnt.

## Tuo

### Tuoh
- Tuohimaa, Katariina (* 1988), finnische Tennisspielerin
- Tuohino, Janne (* 1975), finnischer Rallyefahrer
- Tuohy, Dominic, britischer Spezialeffektkünstler
- Tuohy, Edward (1908–1959), US-amerikanischer Anästhesist
- Tuohy, Frank (1925–1999), britischer Schriftsteller
- Tuohy, Liam, irischer Schauspieler

### Tuok
- Tuokko, Marco (* 1979), finnischer Eishockeyspieler
- Tuokko, Markku (1951–2015), finnischer Diskuswerfer, Kugelstoßer und Lehrer
- Tuokkola, Pekka (* 1983), finnischer Eishockeytorwart

### Tuom
- Tuomainen, Antti (* 1971), finnischer AutorAntti Tuomainen (* 1971)

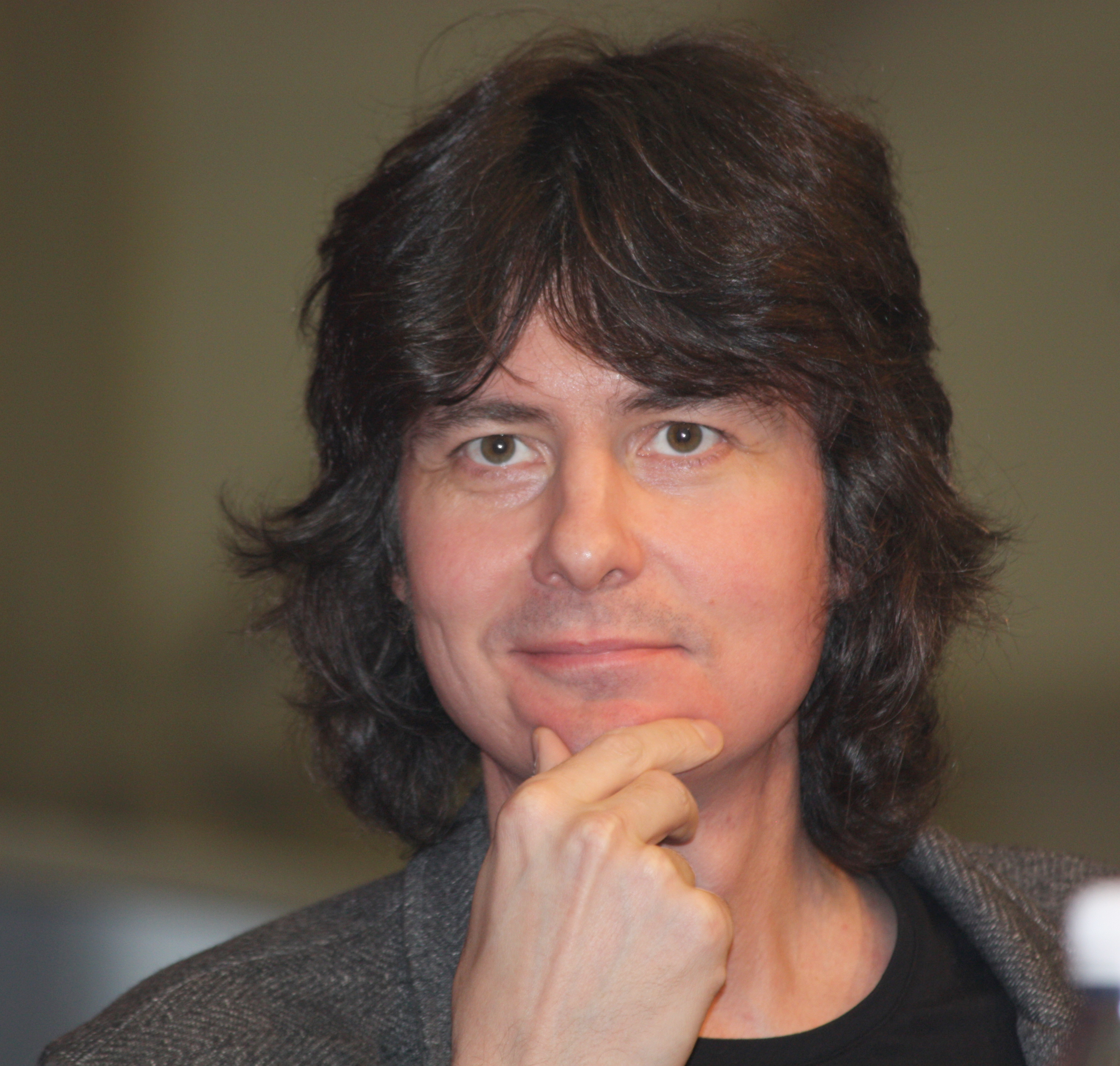
Antti Tuomainen (* 1971)

- Tuomainen, Marko (* 1972), finnischer Eishockeyspieler und -trainer
- Tuomarila, Alexi (* 1974), finnischer Jazzmusiker
- Tuomi, Kristiina (* 1977), deutsch-finnische Jazzsängerin
- Tuomi, Matias (* 1985), finnischer Squashspieler
- Tuomi, Matti (1925–2013), finnischer Eisschnellläufer
- Tuomie, Parker (* 1995), US-amerikanisch-deutscher Eishockeyspieler
- Tuomie, Tray (* 1968), US-amerikanisch-deutscher Eishockeyspieler und -trainer
- Tuomikoski, Juho (1888–1967), finnischer Marathonläufer
- Tuominen, Arttu (* 1981), finnischer AutorArttu Tuominen (* 1981)

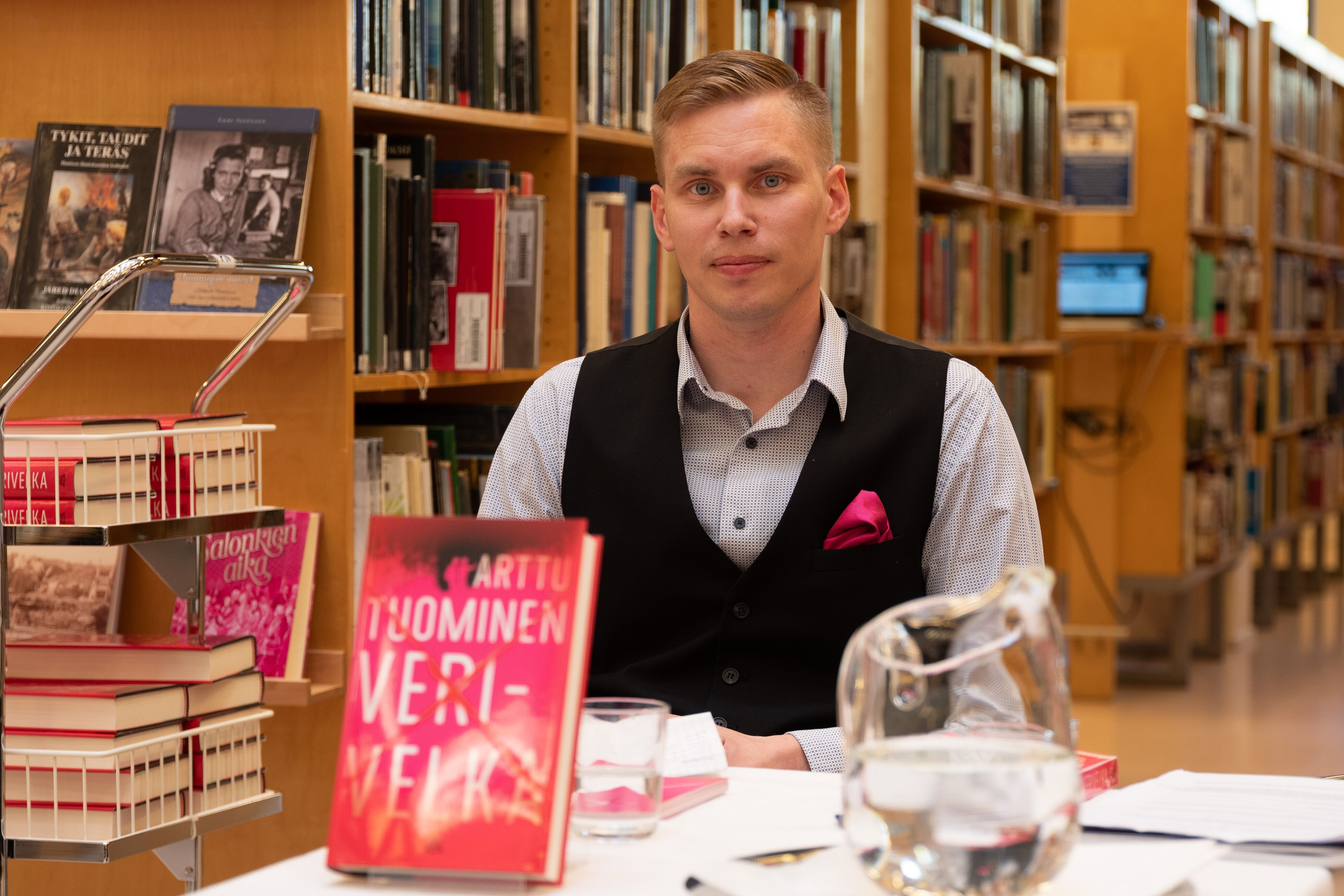
Arttu Tuominen (* 1981)

- Tuominen, Arvo (1894–1981), finnischer Politiker, Mitglied des Reichstags
- Tuominen, Errki (1914–1975), finnischer Jurist und Politiker, Justizminister
- Tuominen, Jasse (* 1995), finnischer Fußballspieler
- Tuominen, Kalle (1908–2006), finnischer Hindernisläufer
- Tuominen, Leo (1911–1981), finnischer Diplomat
- Tuominen, Nette (* 1990), finnische Volleyball- und Beachvolleyballspielerin
- Tuominen, Olli (* 1979), finnischer Squashspieler
- Tuominen, Tony (1964–2000), finnischer Badmintonspieler
- Tuomioja, Erkki (* 1946), finnischer Politiker, Außenminister von Finnland (2000–2007, seit 2011)
- Tuomioja, Sakari (1911–1964), finnischer Politiker
- Tuomisto, Pekka (* 1960), finnischer Eishockeyspieler
- Tuomy-Wilhoit, Blake (* 1990), US-amerikanischer Schauspieler
- Tuomy-Wilhoit, Dylan (* 1990), US-amerikanischer Schauspieler

### Tuor
- Tuor, Leo (* 1959), Schweizer Schriftsteller und Alphirt
- Tuor, Peter (1876–1957), Schweizer Jurist und Hochschullehrer

### Tuos
- Tuosto, Brenda (* 1989), Schweizer Politikerin (SP)

### Tuot
- Tuotilo von St. Gallen, Mönch im Kloster St. Gallen

### Tuov
- Tuovi, Lassi (* 1986), finnischer Basketballspieler und -trainer